# 牛若丸なめとったらどついたるぞ!
『THE ORIGINAL INU 牛若丸なめとったらどついたるぞ!』（ザ・オリジナル・イヌ うしわかまるなめとったらどついたるぞ）は、町田町蔵率いるINUのアルバム。1979年3月25日の渋谷・屋根裏のライブ音源を収録。1984年10月25日発売。B面最初の曲「ガセネタ」は山崎春美率いるガセネタ（1979年3月30日解散）の2曲目「父ちゃんのポーが聞こえる」のカバー。裏ジャケットにドラムの西森武史の写真が使われているが、これは発売数ヶ月前に急死しており追悼の意を表して彼の写真使われた。2022年現在未CD化。

## 収録曲
SIDE-A
1. イヌ
2. ラヴ・オーヴァー・ヴォルテージ
3. ガンペキ
4. メシ喰うな!
5. フクスケニンギョウ

SIDE-B
1. ガセネタ
2. 西森とオショウ
3. あほのケンカ (Ultra Bide)
4. マリィ
5. カンボジア
6. オール・ザ・オールド・パンクス